# 輪島市立松風台小学校
輪島市立松風台小学校（わじましりつ しょうふうだいしょうがっこう）は、石川県輪島市にあった小学校。

## 沿革
- 1983年（昭和58年）4月1日 諸岡小学校、黒島小学校が統合し門前町立松風台小学校が設立。
- 1995年（平成7年）4月1日 阿岸小学校を統合する。
- 2006年（平成18年）
  - 2月1日 門前町が合併して輪島市となり輪島市立松風台小学校と改称する。
  - 4月1日 仁岸小学校と統合し門前西小学校が設立される。

## 通学区域
- 輪島市 門前町道下、門前町鹿磯、門前町深見、門前町六郎木、門前町勝田、門前町大生、門前町黒島町、門前町池田、門前町藤浜、門前町白禿、門前町大切、門前町二又、門前町山是清、門前町小山、門前町椎木、門前町新町分、門前町鍛冶屋、門前町中田、門前町江崎、門前町南、門前町千代、門前町是清、門前町北川

## 進学
- 卒業生は門前中学校に進学した。